# Cuiry-lès-Iviers
Cuiry-lès-Iviers ist eine französische Gemeinde mit 26 Einwohnern (Stand 1. Januar 2022) im Département Aisne in der Region Hauts-de-France (vor 2016 Picardie). Sie gehört zum Arrondissement Vervins, zum Kanton Vervins und zum Gemeindeverband Portes de la Thiérache.

## Geographie
Die Gemeinde Cuiry-lès-Iviers liegt am linken Ufer der Brune in der Landschaft Thiérache, 20 Kilometer südöstlich von Vervins. Nachbargemeinden von Cuiry-lès-Iviers sind Coingt und Iviers im Norden, Dohis im Osten, Archon im Süden, Morgny-en-Thiérache im Südwesten sowie Saint-Clément im Westen.

## Bevölkerungsentwicklung
| Jahr      | 1962 | 1968 | 1975 | 1982 | 1990 | 1999 | 2006 | 2014 | 2021 |
| Einwohner | 72   | 66   | 50   | 48   | 40   | 40   | 40   | 29   | 26   |

## Sehenswürdigkeiten
- Wehrkirche Saint-Martin, Monument historique seit 1987[2]

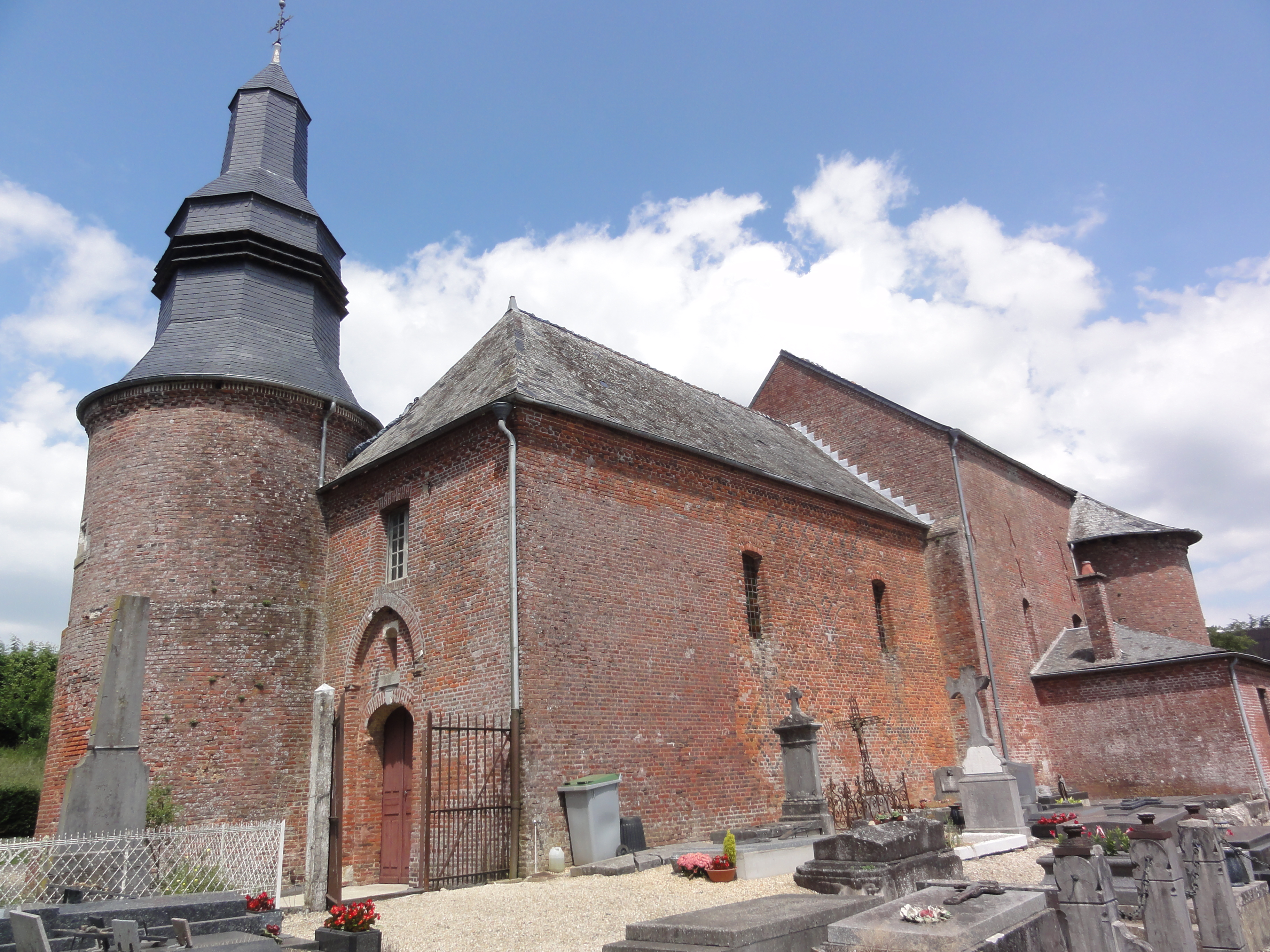
Kirche Saint-Martin